# Leon Vandaele

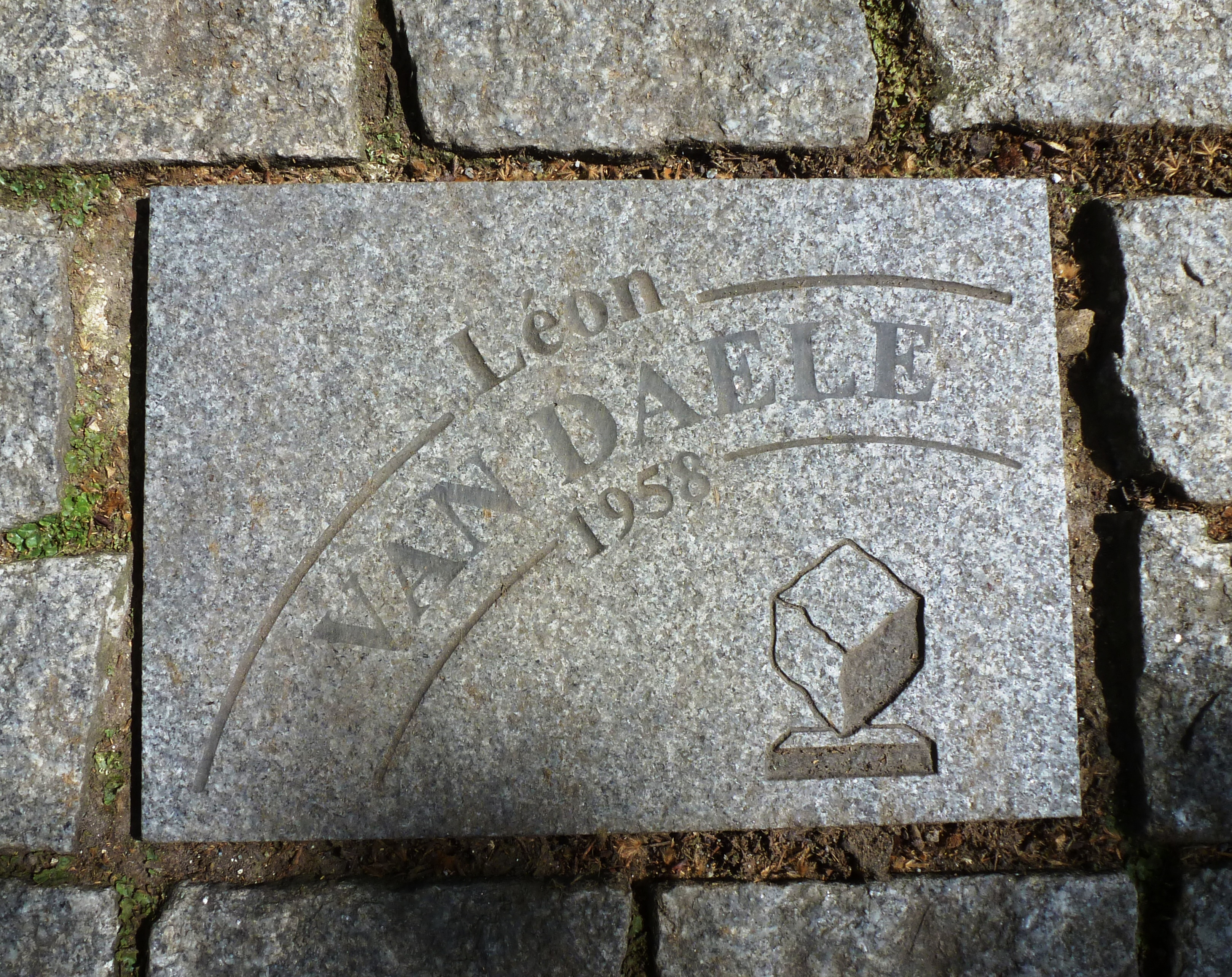
Pflasterstein für Léon Vandaele zu Ehren seines Sieges bei Paris-Roubaix 1958

Leon Vandaele (* 24. Februar 1933 in Oostkamp-Ruddervoorde; † 30. April 2000 in Oostkamp) war belgischer Radrennfahrer; er war aktiv von 1952 bis 1964.

## Leben
Leon Vandaele wurde in Ruddervoorden in Westflandern geboren. Im Jahr 1948 ging er bereits 21-mal als Sieger hervor; 1949 gewann er 10 und 1950 9 Juniorenrennen. 1952 begann er als Amateur und konnte 8 Erfolge verzeichnen. In seiner folgenden Militärzeit wurde er 1953 zweimal Sieger und wurde anschließend Berufsfahrer. Im Jahr 1954 siegte er sechsmal, 1955 dreimal, 1956 achtmal und 1957 gewann er das Rennen Paris–Brüssel. 1958 gewann er den Omloop van de Fruitstreek.

## Erfolge (Auswahl)
1952
- Roubaix–Cassel–Roubaix

1954
- Kuurne–Brüssel–Kuurne

1956
- Kampioenschap van Vlaanderen

1957
- Kampioenschap van Vlaanderen
- Paris–Brüssel
- Mailand–Mantova
- Trois Jours d’Anvers

1958
- Paris–Roubaix – 1958
- Kampioenschap van Vlaanderen

1959
- Gent–Wevelgem

1960
- Tielt–Antwerpen–Tielt

1961
- Nokere Koerse
- Kuurne–Brüssel–Kuurne

1962
- Omloop Mandel-Leie-Schelde Meulebeke

1964
- Elfstedenronde